# Apsilocephalidae
Apsilocephalidae zijn een familie van vliegen. De wetenschappelijke naam van de familie is voor het eerst geldig gepubliceerd in 1991 door Nagatomi, Saigusa, Nagatomi & Lyneborg.

## Taxonomie
De volgende geslachten en soorten zijn bij de familie ingedeeld:
- Geslacht Apsilocephala 
  - Apsilocephala longistyla 
  - Apsilocephala pusilla  † Hauser, 2007
- Geslacht Clesthentia White, 1915
  - Clesthentia aberrans White, 1915
  - Clesthentia crassioccipitis (Nagatomi, 1991)
- Geslacht Kaurimyia 
  - Kaurimyia thorpei Winterton & Irwin, 2008
- Geslacht Burmapsilocephala  † Gaimari & Mostovski, 2000
  - Burmapsilocephala cockerelli  †
- Geslacht Kumaromyia  † Grimaldi & Hauser
  - Kumaromyia burmitica  † Grimaldi & Hauser